# شیمیگراف
شیمیگراف (انگلیسی: Chimigraf) شرکت بسته‌بندی اسپانیایی است، که در سال ۱۹۷۰ تأسیس شد.